# メアリー・ヒースター・リード
メアリー・ヒースター・リード（Mary Augusta Hiester Reid、1854年4月10日 – 1921年10月4日）はアメリカ合衆国生まれの画家である。カナダ人画家のジョージ・アグニュー・リードと結婚し、結婚後もカナダなどの展覧会などに出展し、カナダ王立美術院の準会員に選ばれた。

## 略歴
ペンシルベニア州のレディングで生まれた。1881年からフィラデルフィアの女性のための絵画学校(Philadelphia School of Design for Women)で学んだ後、1883年から1885年の間、フィラデルフィアのペンシルベニア美術アカデミーで、トマス・エイキンズに学んだ。カナダのオンタリオ州の生まれで、1882年からアカデミーで学んでいたジョージ・アグニュー・リード(1860-1947)と知り合い1885年に結婚した。
新婚旅行でヨーロッパを旅し、ロンドンやパリ、イタリア、スペインを4ヶ月ほど旅した後、カナダのトロントに夫婦でスタジオを開き、活動した。1888年に作品を売って資金を得て、2度目のヨーロッパ旅行をし、メアリーはアカデミー・コラロッシでジョゼフ・ブランやパスカル・ダニャン＝ブーベレ、ギュスターヴ・クルトワに学び、夫妻でスペインを旅した。夫妻は1902年と1910年にもヨーロッパを旅した。
リード夫妻はトロントの美術家の中で中心的な存在になり、メアリーも1887年にオンタリオ美術家協会(Ontario Society of Artists)の会員に選ばれ、1907年には協会の唯一の女性の執行委員を務めた。1893年に王立カナダ美術アカデミーの準会員に選ばれた。（夫は1906年から1909年の間は王立カナダ美術アカデミーの会長を務めている。）メアリはオンタリオ美術家協会や王立カナダ美術アカデミーの展覧会に毎年出展した。1893年のシカゴ万国博覧会の展覧会 や1901年にニューヨーク州バッファローで開かれたパンアメリカン・エクスポジション、1904年にセントルイスで開かれたカナダ見本市などの展覧会にも出展した。
1919年から心臓病に苦しむようになり、19121年にトロントで亡くなった。

## 作品

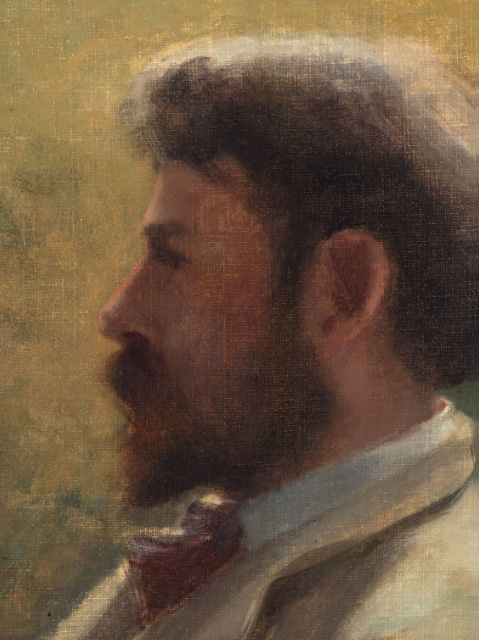
夫の肖像画　(1895)
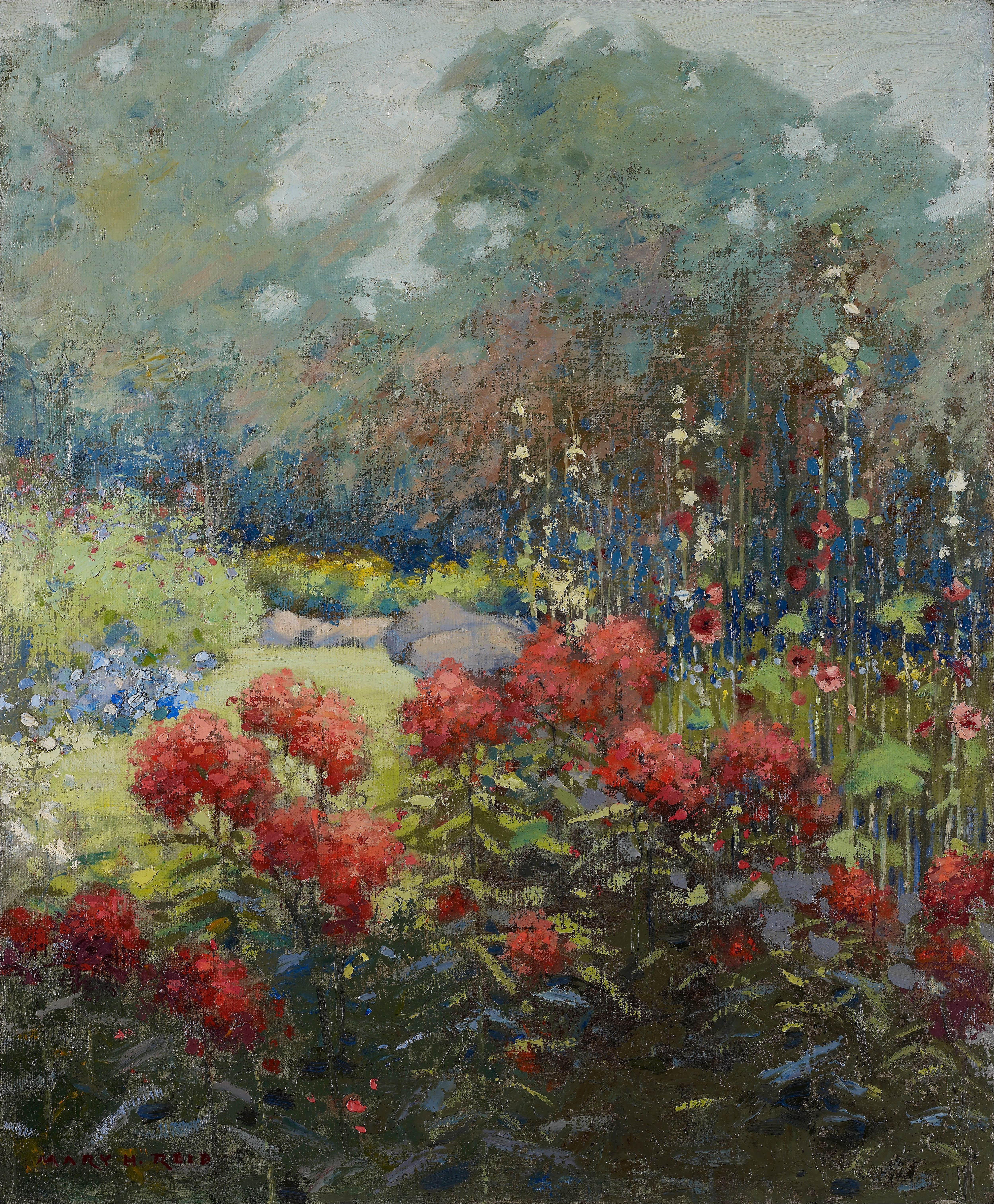
9月の庭園(1889/1899) アートギャラリー・オブ・オンタリオ蔵
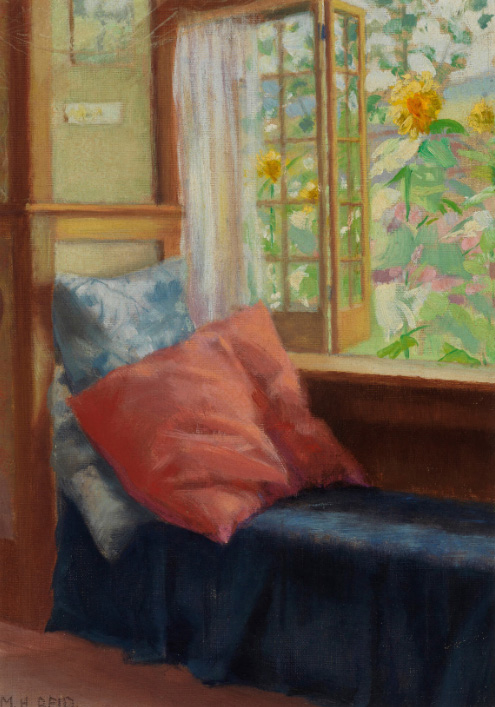
庭の見える室内
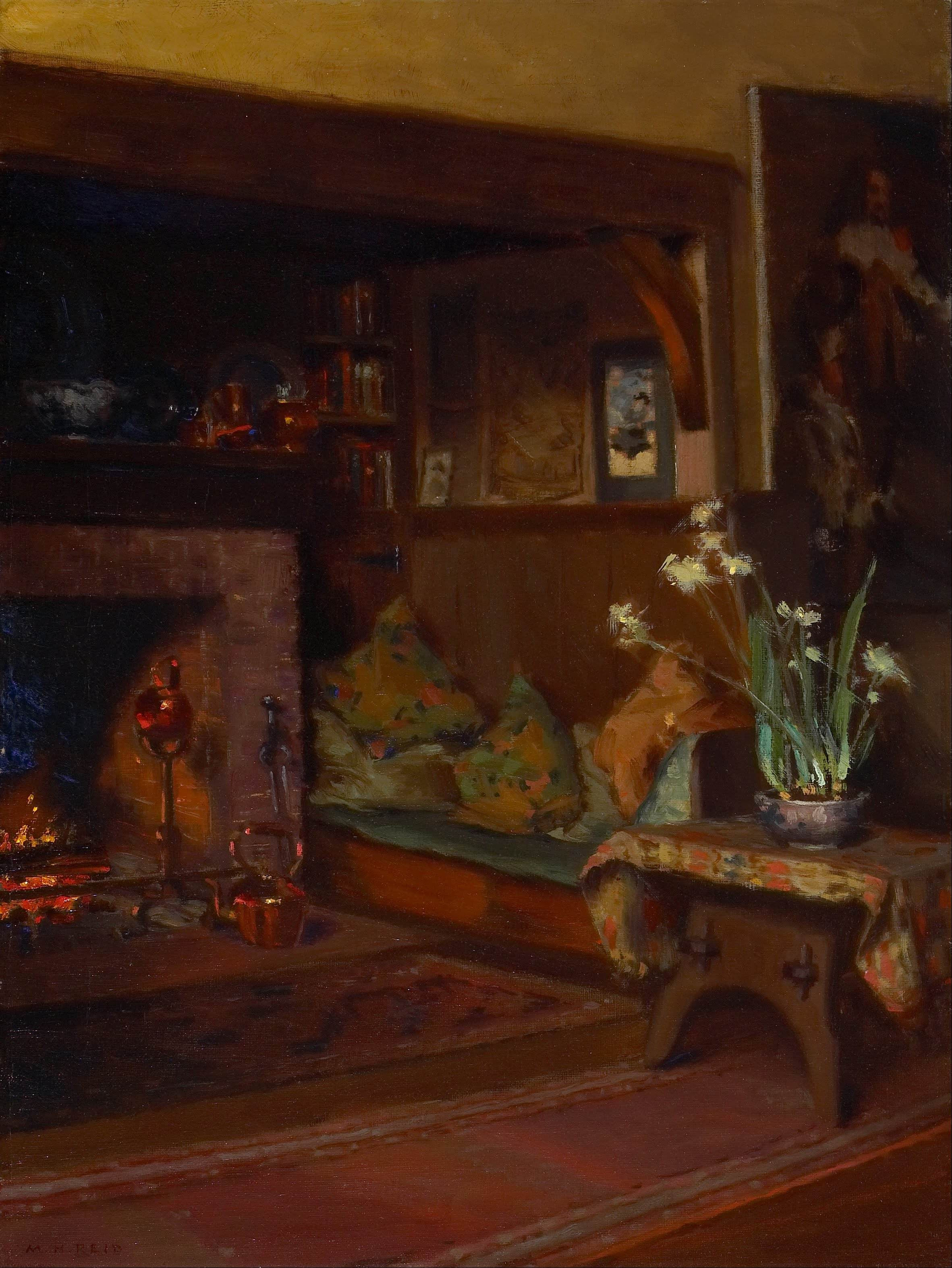
アトリエの暖炉わき

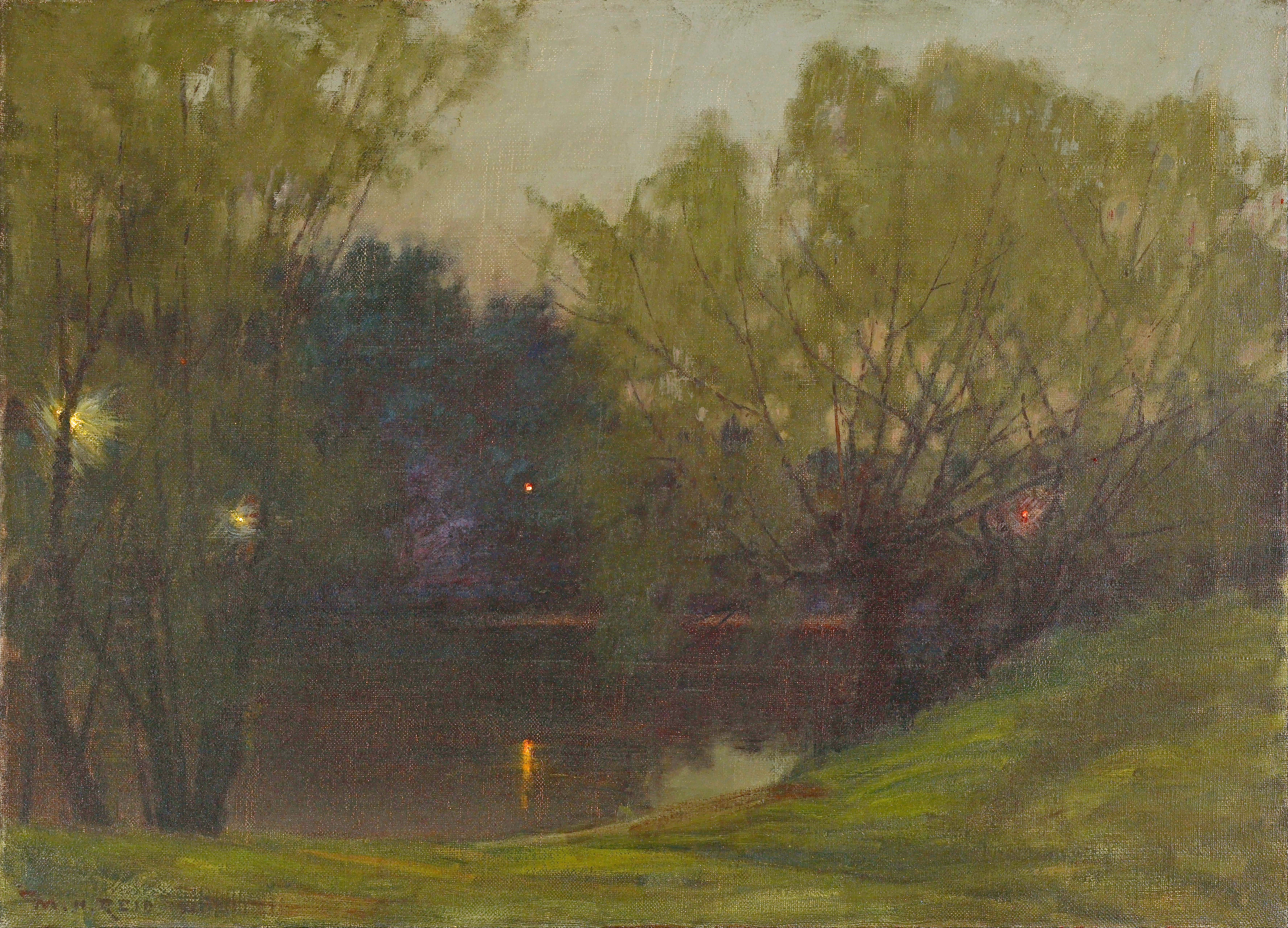
たそがれ
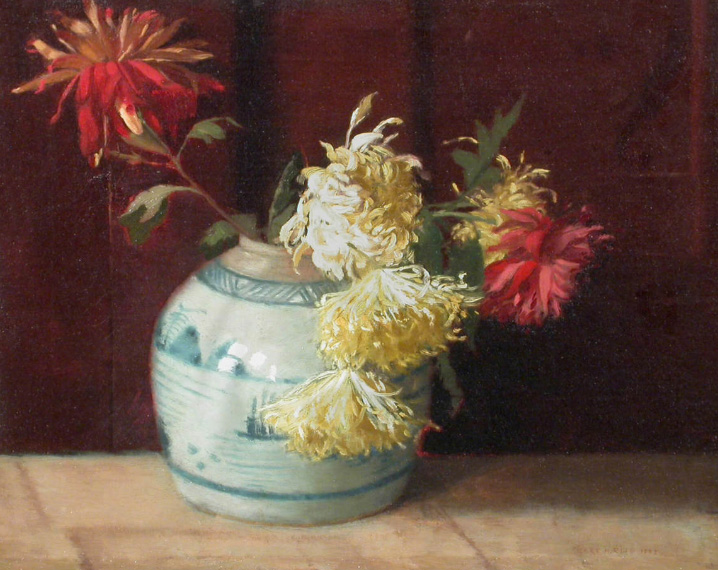
清朝の染付磁器に生けられた菊
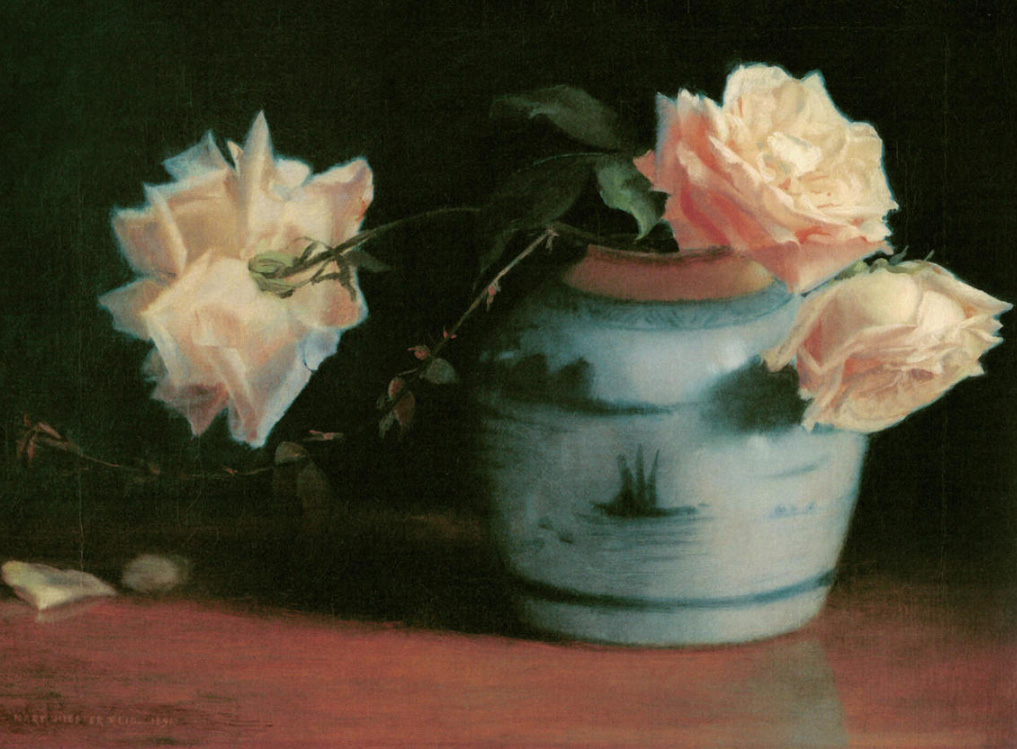
花瓶のバラ